# L'Étrange Visiteur
Pour les articles homonymes, voir Love from a Stranger.
Pour plus de détails, voir Fiche technique et Distribution.
L'Étrange Visiteur (Titre original britannique : Love from a Stranger) est un film britannique réalisé par Rowland V. Lee, sorti en 1937. Il est adapté de la pièce de théâtre Love from a Stranger de Frank Vosper, elle-même inspirée de la nouvelle Philomel Cottage d'Agatha Christie.
Le film est exploité sous le titre  A Night of Terror aux États-Unis.

## Synopsis
Après avoir gagner à la loterie, une jeune femme décide de rompre avec son fiancé pour épouser à la place un coureur de jupon, qui ne s'intéresse qu'à son argent.

## Fiche technique
- Titre original : Love from a Stranger
- Titre américain : A Night of Terror
- Titre français : L'Étrange Visiteur
- Réalisation : Rowland V. Lee
- Scénario : Frances Marion, d'après la pièce de théâtre Love from a Stranger de Frank Vosper, elle-même inspirée de la nouvelle Philomel Cottage d'Agatha Christie
- Direction artistique : Frederick Pusey
- Photographie : Philip Tannura
- Costumes : Samuel Lange
- Montage : Howard O'Neill
- Musique : Benjamin Britten (assistante : Grace Williams)
- Production : Max Schach
- Production associée : Harry E. Edington
- Sociétés de production : Trafalgar Film Productions Ltd.
- Société de distribution : United Artists Corporation (Royaume-Uni)
- Pays d'origine : Royaume-Uni
- Langue originale : anglais
- Format : Noir et blanc — 35 mm — 1,37:1 — son mono (Western Electric Sound System)
- Genre : Drame, romance et thriller
- Durée : 86 minutes
- Dates de sortie :
  -  Royaume-Uni : janvier 1937 ;  France : 12 mars 1937

## Distribution
- Ann Harding : Carol Howard
- Basil Rathbone : Gerald Lovell
- Binnie Hale : Kate Meadows
- Bruce Seton : Ronald Bruce
- Jean Cadell : Aunt Lou
- Bryan Powley : Dr Gribble
- Joan Hickson : Emmy
- Donald Calthrop : Hobson
- Eugene Leahy : Mr. Tuttle

## Production
Le film est tourné aux studios de Trafalgar, en Angleterre.